# IC 4748
IC 4748 est une galaxie lenticulaire située dans la constellation du Paon. Sa vitesse par rapport au fond diffus cosmologique est de 4 310 ± 42 km/s, ce qui correspond à une distance de Hubble de 63,6 ± 4,5 Mpc (∼207 millions d'al). Cette galaxie a été découverte par l'astronome américain DeLisle Stewart en 1901.
À ce jour, une mesure non basée sur le décalage vers le rouge (redshift) donne une distance d'environ 43,900 Mpc (∼143 millions d'al). Cette valeur est nettement à l'extérieur des valeurs de la distance de Hubble. Notons que c'est avec la valeur moyenne des mesures indépendantes, lorsqu'elles existent, que la base de données NASA/IPAC calcule le diamètre d'une galaxie et qu'en conséquence le diamètre de IC 4748 pourrait être d'environ 33,0 kpc (∼108 000 al) si on utilisait la distance de Hubble pour le calculer.

## Groupe d'IC 4765
Selon A. M. Garcia IC 4748 fait partie du groupe d'IC 4765. Ce groupe de galaxies renferme au moins 31 membres dont trois du New General Catalogue et 19 de l'Index Catalogue.